# 飲尿
飲尿（いんにょう）とは、尿を飲むことである。

## 薬理学
血栓を溶かす効果がある酵素ウロキナーゼや造血ホルモンのエリスロポエチンが尿に含まれていたことから研究が進み、医療の発展につながっている。しかし、これらが尿中に含まれる割合は極めて微量であり、継続的な飲尿による科学的な効果は解明されていない。ワルダイエル扁桃リンパ輪と呼ばれる白血球造血巣があり鼻や口から入ってくる病原菌や、濾過された血液に含まれる不要な成分を多く含んだ尿の臭いを識別し、これを消化するマクロファージや産生される免疫グロブリンAが活性化する免疫機構がつくられるとの見方もある。

## サバイバル
動物が生存するためには水の存在が欠かせないが、飲用水のない場所（山中や砂漠、海など）での遭難時には唯一の水分になる。一方で、尿には塩分が含まれているため、脱水が速く進む可能性がある。

## 健康法 / 代替医療
尿にはナトリウム、カリウム、マグネシウムなどのミネラルが微量ながら含まれており、日本では1990年、『奇跡が起きる尿療法』（中尾良一著）の出版によって広く知られるようになった。日本では一般的に尿は不衛生なものであるとの認識があるが、健康な人の膀胱内では尿は無菌状態であるというのが定説であった。しかし、最新の研究で女性の膀胱や尿道にも常在細菌叢が存在することが判明している。
尿による身の漂白という行為がローマ時代から存在する。

## 儀式
シベリアのコリャーク人（Koryaks）は、彼らの呪術の儀式中にベニテングタケとともに尿を摂取する。
一部のヒンドゥー教徒は、儀式用の神酒の成分として牛の尿を使う。

## その他
性風俗の世界では、飲尿はポピュラーな特殊プレイのひとつであり、糞尿愛好症にとっては相手自身を全面的に受け入れ、相手のすべてをあらゆる感覚（味覚、嗅覚、視覚、触覚、聴覚）で感じられる行為である。小説家の谷崎潤一郎も、自作の小説『痴人の愛』にて飲尿プレイに傾倒する主人公を描いている。
ムツゴロウこと畑正憲は牛の尿を「美味しそうですねー!」と言いながら飲んだことがある。